# Xã Highland, Quận Hettinger, Bắc Dakota
Xã Highland (tiếng Anh: Highland Township) là một xã thuộc quận Hettinger, tiểu bang Bắc Dakota, Hoa Kỳ. Năm 2010, dân số của xã này là 15 người.